# BMW K 100
BMW K 100 war sowohl eine neue Motorradbaureihe von BMW als auch die Bezeichnung des ab 1983 ausgelieferten Basismodells der Baureihe. Bis 1991 wurden diese Motorräder mit Reihenmotor gebaut. Die Entwicklung nach einer  
Idee von Josef Fritzenwenger aus dem Jahr 1977 hatte 1979 begonnen. 

## Technik
Die Motorräder der K-Reihe hatten erstmals anstelle des für BMW typischen luftgekühlten Boxermotors einen längs liegend eingebauten, wassergekühlten 2-Ventil-Vierzylinder-Reihenmotor mit zwei obenliegenden Nockenwellen. Der Hubraum betrug 987 cm³; Bohrung 67 mm, Hub 70 mm. Der verhältnismäßig lange Hub sollte ein gutes Durchzugsvermögen (maximales Drehmoment 86 Nm bei 6000/min) garantieren, war aber möglicherweise auch im Hinblick auf eine spätere Vergrößerung der Bohrung (sog. Aufbohren) gewählt worden. Die Leistung betrug 66 kW (90 PS) bei 8000/min und einer Verdichtung von 10,2 :  1. Zur Gemischaufbereitung hat der Motor eine elektronisch gesteuerte Einspritzanlage Bosch LE-Jetronic. Die Nockenwellen werden über eine Kette angetrieben. Vorn über dem Motor ist der Wasserkühler mit Aluminiumverkleidung eingebaut.
Motor, Fünfganggetriebe und Hinterradantrieb sind als Einheit zusammengeschlossen und als „Compact Drive System“ beim Patentamt in Berlin registriert. Die Einarm-Hinterradschwinge mit Kardanwelle ist im Getriebegehäuse gelagert. Der Motorblock mitsamt Getriebeeinheit ist tragendes Element in einem unten offenen Brückenrahmen. Das Hinterrad hat eine Schraubenfeder mit innenliegendem Stoßdämpfer, das Vorderrad wird an einer Teleskopgabel geführt. Die K 100 hat eine hydraulisch betätigte Bremsanlage mit zwei Scheiben am Vorderrad und einer Scheibe am Hinterrad, Durchmesser jeweils 285 mm.

## Varianten
- BMW K 100 – Basisvariante ohne Verkleidung, gebaut von September 1983 bis 1990
- BMW K 100 RS – sportlich ausgelegte Variante, mit kleiner Maske oder Vollverkleidung, gebaut von 1983 bis 1989
- BMW K 100 RT – Tourenvariante mit großer Vollverkleidung und Koffersystem, gebaut von 1984 bis 1989
- BMW K 100 LT – Tourenvariante mit großer Vollverkleidung und Koffersystem, gebaut von 1986 bis 1991

Die Nachfolge der K 100 traten die Modelle mit 4-Ventil-Vierzylinder-Reihenmotoren bei optisch geringen Veränderungen an.

## Sonstiges
1985, zwei Jahre nach Auslieferung der ersten K 100, wurde parallel zu dieser als kleinere Variante die K 75 angeboten. Diese wurde durch einen Dreizylindermotor angetrieben. Die K 75 wurde bis 1996 produziert, also rund fünf Jahre länger als die K 100.
Ein Spitzname der K100 im englischsprachigen Raum war „Flying Brick“ („fliegender Ziegelstein“). Diese Bezeichnung trugen alle Modelle der K‑Modell-Baureihe von 1983 bis 2009. Diese Bezeichnung erhielten diese BMW-Motorräder wegen des zur Fahrtrichtung um 90 Grad nach links geneigten (liegend) eingebauten Reihenmotors, mit drei bzw. vier Zylindern, dessen (kantiges) Aussehen an einen Ziegelstein erinnert. Manchmal werden die „Flying Brick“ auch etwas abschätzig als „Toaster“ bezeichnet.